# 烏亞茲多夫大道

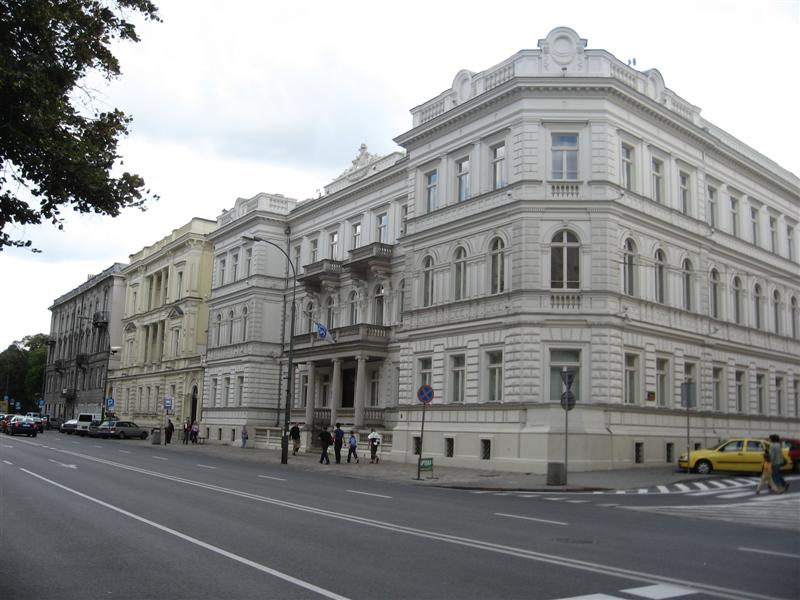
烏亞茲多夫大道

烏亞茲多夫大道（波蘭語：Aleje Ujazdowskie）是波蘭首都華沙的一條主幹道，與維斯瓦河平行。烏亞茲多夫大道的歷史可以追溯至1724年至1731年。19世紀後期，大道沿線開始有一些波蘭貴族和實業家的住宅。1918年波蘭獨立後，這些建築大多變為外國使館。二戰之後大道進行重建，工程持續到1955年。斯大林去世後，該大道曾改名斯大林大街，但三年後恢復原名。